# Ruellia praeclara
Ruellia praeclara là một loài thực vật có hoa trong họ Ô rô. Loài này được Standl. miêu tả khoa học đầu tiên năm 1929.